# Selivanovskij rajon
Il Selivanovskij rajon (in russo Селивановский район?) è un rajon dell'Oblast' di Vladimir, nella Russia europea, il cui capoluogo è Krasnaja Gorbatka. Istituito nel 1929, il rajon ricopre una superficie di 1.388 chilometri quadrati ed ospita una popolazione di circa 19.000 abitanti.